# راي ستيفنسون (نقابي)
راي ستيفنسون هو نقابي كندي، ولد في 17 ديسمبر 1919، وتوفي في 24 أغسطس 2004.